# Essouvert
Essouvert est, depuis le 1er janvier 2016, une commune nouvelle française située dans la Charente-Maritime en région Nouvelle-Aquitaine. Elle est issue du regroupement des deux anciennes communes de La Benâte et Saint-Denis-du-Pin.

## Géographie
Bois d'Essouvert :
Situé à quelques centaines de mètres de l’immense ruban routier qu’est l’autoroute A10, le bois d’Essouvert s’étend sur 600 hectares et trois communes (Saint-Denis-du-Pin, Loulay, Lozay). Cette importante forêt, qui s'étendait jusqu'aux portes de Saint-Jean-d'Angély, appartenait au Moyen Âge à la barrière de bois qui séparait la Saintonge du Poitou, dont il subsiste également les forêts d'Aulnay, Benon et Chizé.
Ce site a longtemps été exploité par l’homme. Depuis la deuxième moitié du XXe siècle, cette forêt est préservée de toute activité humaine. Elle est seulement livrée aux marcheurs et aux sportifs en quête d’émotions. Les amoureux de botanique seront comblés par la présence de panneaux indiquant les différentes essences présentes dans ce coin préservé.

### Géologie et relief
Le bois d'Essouvert culmine à 108.96 m (l'un des 10 plus hauts points de Charente-Maritime), au sommet on y trouve une antenne de télécommunication protégée par un grillage.

## Urbanisme

### Typologie
Au 1er janvier 2024, Essouvert est catégorisée commune rurale à habitat dispersé, selon la nouvelle grille communale de densité à 7 niveaux définie par l'Insee en 2022.
Elle est située hors unité urbaine. Par ailleurs la commune fait partie de l'aire d'attraction de Saint-Jean-d'Angély, dont elle est une commune de la couronne,. Cette aire, qui regroupe 37 communes, est catégorisée dans les aires de moins de 50 000 habitants,.

### Risques majeurs
Le territoire de la commune d'Essouvert est vulnérable à différents aléas naturels : météorologiques (tempête, orage, canicule ou sécheresse), inondations, mouvements de terrains et séisme (sismicité modérée). Il est également exposé à un risque technologique,  le transport de matières dangereuses. Un site publié par le BRGM permet d'évaluer simplement et rapidement les risques d'un bien localisé soit par son adresse soit par le numéro de sa parcelle.

#### Risques naturels
Certaines parties du territoire communal sont susceptibles d’être affectées par le risque d’inondation par débordement de cours d'eau, notamment le Pouzat. La commune a été reconnue en état de catastrophe naturelle au titre des dommages causés par les inondations et coulées de boue survenues en 1982, 1993, 1999 et 2010,.

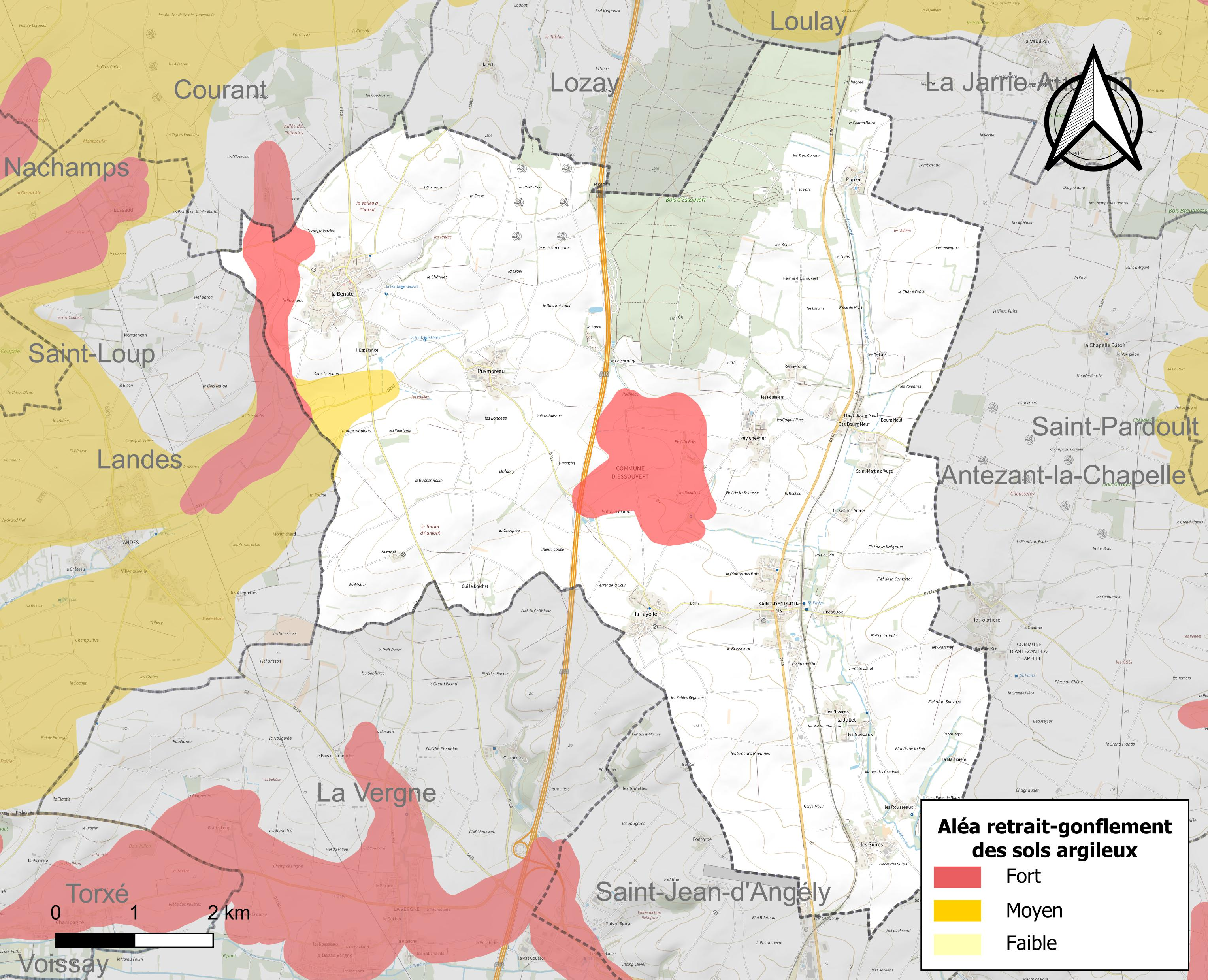
Carte des zones d'aléa retrait-gonflement des sols argileux d'Essouvert.

Les mouvements de terrains susceptibles de se produire sur la commune sont des tassements différentiels.
Le retrait-gonflement des sols argileux est susceptible d'engendrer des dommages importants aux bâtiments en cas d’alternance de périodes de sécheresse et de pluie. 6,7 % de la superficie communale est en aléa moyen ou fort (54,2 % au niveau départemental et 48,5 % au niveau national). Sur les 611 bâtiments dénombrés sur la commune en 2019,  aucun n'est en aléa moyen ou fort, à comparer aux 57 % au niveau départemental et 54 % au niveau national. Une cartographie de l'exposition du territoire national au retrait gonflement des sols argileux est disponible sur le site du BRGM,.
Par ailleurs, afin de mieux appréhender le risque d’affaissement de terrain, l'inventaire national des cavités souterraines permet de localiser celles situées sur la commune.
Concernant les mouvements de terrains, la commune a été reconnue en état de catastrophe naturelle au titre des dommages causés par la sécheresse en 2003 et 2005 et par des mouvements de terrain en 1999 et 2010.

#### Risques technologiques
Le risque de transport de matières dangereuses sur la commune est lié à sa traversée par une ou des infrastructures routières ou ferroviaires importantes , notamment l'autoroute A10. Un accident se produisant sur de telles infrastructures est susceptible d’avoir des effets graves sur les biens, les personnes ou l'environnement, selon la nature du matériau transporté. Des dispositions d’urbanisme peuvent être préconisées en conséquence.

## Toponymie
Le nom de la commune provient de la forêt d'Essouvert, située au nord de la commune nouvelle, et entre les deux anciennes communes déléguées.
La baronnie d’Essouvert (Coulvertum), abandonnée par Guillaume d’Aquitaine à l’abbaye de Saint-Jean-d’Angély en 1070, avait son siège à La Fayolle à Saint-Denis du Pin.

## Histoire
La création de la nouvelle commune, effective le 1er janvier 2016, a entraîné la transformation des deux anciennes communes en « communes déléguées » dont la création a été entérinée par l'arrêté du 6 novembre 2015.

## Politique et administration
| Période        | Période  | Identité    | Étiquette | Qualité           |
| -------------- | -------- | ----------- | --------- | ----------------- |
| 9 janvier 2016 | En cours | Henri Auger | UDI       | retraité agricole |

| Nom                        | Code Insee | Intercommunalité         | Superficie (km2) | Population (dernière pop. légale) | Densité (hab./km2) |
| -------------------------- | ---------- | ------------------------ | ---------------- | --------------------------------- | ------------------ |
| Saint-Denis-du-Pin (siège) | 17277      | CC des Vals de Saintonge | 19,16            | 738 (2013)                        | 39                 |
| La Benâte                  | 17040      | CC des Vals de Saintonge | 11,07            | 411 (2013)                        | 37                 |

## Population et société

### Démographie
| 2014  |
| ----- |
| 1 170 |

## Culture locale et patrimoine
En 2024 l'installation de deux aires de jeux (City Park) est effective Compte rendu conseil municipal 2021 L'une près de l'église Saint-Denis et l'autre à côté du stade de la Benâte.